# 水橄榄虫
水橄榄虫（学名：Druppatractus acquilonius）为核虫科橄榄虫属的动物。分布于日本海以及中国东海等海域。